# 明比節子
明比 節子（あけひ せつこ、1981年5月4日 - ）は、香川県高松市出身の元女子サッカー選手。
ポジションは、MF。

## 所属クラブ
- 宝塚バニーズレディースSC (現・バニーズ京都SC)
- 2001年 岡山湯郷Belle[1] (※主将)